# Liste des maires de Blaye

## Liste des maires
- 1564 premier maire connu Jean Raymond
- 1568 Romain Duport
- 1569 Léonard Belin
- 1580 Pierre Dubois, seigneur du Sudres assassiné en 1581
- 1586 Pierre de Raymond de Cours, secrétaire de la reine
- 1592 Romain Prevost
- 1595 Léonard Belin
- 1596 Mathurin Rigouleau, maître chirurgien
- 1601 Ithier Lesnier
- 1613 Jean Prevost, seigneur de Gontier, avocat à la Cour
- 1615 Léonard Belin, le jeune
- 1623 Jean Cruchon, avocat
- 1625 Pierre de Raymond, seigneur de Thomazeau, avocat à la cour
- 1634 Claude Pellissier, seigneur de Labarre
- 1635 Jacques de Jéhan, écuyer
- 1640 Pierre Perronin
- 1643 Léonard Besse, avocat au Parlement
- 1645 Pierre de Raymond de Thomazeau
- 1651 Jacques Pommies, conseiller et médecin ordinaire du Roi
- 1660 Louis Étienne Vrignon, maitre-apothicaire
- 1663 Jacques Autin, écuyer seigneur de Barzan
- 1670 Jean Medecin Laureau
- 1674 Pierre Prevost
- 1675 Rolan-Étienne Levasseur
- 1679 Jean DOREAU, seigneur de Gauvain
- 1681 Jean Lesnier
- 1683 Jacques Pommies
- 1684 Jacques Autin, seigneur de Barzan
- 1686 Arnaud Bonnaud
- 1690 Jean Paul Labat
- 1690 Jean Baptiste Venant, notaire royal
- 1694 Francois Bacon, conseiller du Roi Juge de la prévôté
- 1710 Jacques Bacon, juge royal maire perpétuel
- 1768 Joseph Antoine de Bellot, écuyer
- 1789 Fidel Chéry de Saint-Corantin, avocat
- 1790 Jean Duverger, ancien chanoine de Saint-Sauveur
- 13 novembre 1791 Dufresne Guillaume, négociant
- 11 prairial an VIII Caelle, notaire et maire provisoire
- 20 prairial an VIII Constant, médecin
- 3 ventôse an X Meran Joseph
- 1809 Regnier
- 1810 Comte Antoine Deluc de Lagrange
- Juin 1815 Dominique-Joseph Favereau Lieutenant Général
- Septembre 1815 Comte Antoine Deluc de Lagrange
- Juin 1819 Victor de Beaupoil Saint-Aulaire
- août 1830 Louis Olliere
- Mars 1832 André-Victor Merlet
- 1835 Pierre-Octave Brun, avocat
- 1841 Victor de Beaupoil Saint-Aulaire
- 1847 Norbert Sebileau, avocat
- 1848 André-Victor Merlet
- 1851 Adolphe Rabolte, avoué
- 1870 Henri de Peyredoulle avoué
- 18 mai 1871 : Pierre Brun, avocat[1]
- 1 février 1874 : Victor de Beaupoil Saint-Aulaire
- Juin 1874 Victor Lacroix, avoué
- 10 mai 1876 : Pierre Brun, avocat
- 1er février 1877 : Ernest Regnier, médecin
- 1882 Edouard Olliere
- 1885 Hippolyte Nazereau, maire délégué
- Novembre 1885 Ernest Regnier
- 1887 Léopold Doussin, avoué
- 1888 Paul Tardy, avocat
- 1904 Maxime Chasseloup, avoué
- 1925 Edouard Dore, négociant
- 1941 Gérard Oriel, ancien procureur de la République
- Juin 1944 Georges Milh, maire intérimaire
- Octobre 1944 William Tauzin, président de la délégation Spéciale

| Période | Période  | Identité         | Étiquette | Qualité                                                                   |
| ------- | -------- | ---------------- | --------- | ------------------------------------------------------------------------- |
| 1945    | 1953     | Georges Milh     |           | Sénateur                                                                  |
| 1953    | 1965     | Bernard Delord   |           | Industriel                                                                |
| 1965    | 1989     | Gérard Grasilier | RPR       | Médecin                                                                   |
| 1989    | 2008     | Bernard Madrelle | PS        | Professeur - Député et Conseiller général                                 |
| 2008    | En cours | Denis Baldès     | DVG       | Technicien EDF- Président de la Communauté de communes du canton de Blaye |

## Pour approfondir